# Attentato ai tre grandi
Attentato ai tre grandi è un film del 1967 diretto da Umberto Lenzi.

## Trama
Grazie a un’informazione dei loro agenti segreti in loco,  i tedeschi sono venuti a sapere che ci sarebbe stato, a Casablanca, in Marocco, un incontro tra De Gaulle, Churchill e Stalin (in questo senso, il titolo italiano è impreciso perché con la locuzione "i tre grandi" gli storici intendono Roosevelt, Churchill e Stalin). Decidono quindi di allestire un’operazione segreta per uccidere i tre leader nemici e ribaltare le sorti del secondo conflitto mondiale che, giunto al suo terzo anno, vede in quel momento prevalere gli Alleati.
I prescelti per comporre il commando sono il capitano Schoeller, il tenente Wolf, il sergente Huber e due soldati, tutti accomunati dalla conoscenza della lingua inglese, ma solo Schoeller sarà messo al corrente del vero obiettivo della missione.
Nel frattempo, a Casablanca, i contatti tedeschi apprendono della morte della guida che avrebbe aiutato i militari nell’attraversamento del deserto, ma decidono di non informare Berlino.
I cinque militari tedeschi, abbigliati con divisa inglese, vengono paracadutati nel deserto. Quasi subito notano in cielo un aereo anonimo che vola a bassa quota e poi si allontana.
Dopo aver superato un campo minato, evitato dei carri armati nemici e aver dovuto fare i conti con una violenta tempesta di sabbia che ha fatto perdere loro l’orientamento, i cinque riescono a raggiungere l’oasi dove avevano appuntamento con la guida, ma la trovano disabitata e completamente priva di acqua.
Il capitano Schoeller comunica agli altri, che ormai si considerano spacciati, il reale motivo della missione.
In quel mentre, accompagnata da un cammello, arriva all’oasi Faddja che dice ai soldati di essere la figlia dell' uomo che avrebbero dovuto incontrare e si presenta come loro nuova guida.
Seguendo le indicazioni di Faddja, i militari proseguono il loro cammino nel deserto. Wolf sembra molto attratto dalla bellezza della ragazza.
Durante il percorso i due soldati vengono feriti da un gruppo di beduini una cui carovana era stata assaltata dal commando per procurarsi vestiti e cammelli. Il primo, ormai in fin di vita, si sacrifica sparandosi un colpo alla testa per non essere un peso alla fuga degli altri; il secondo viene ucciso dalla puntura letale di uno scorpione con Schoeller che, pur avendone la possibilità, decide, per il bene della missione, di non intervenire.
I quattro, camuffati da beduini, raggiungono un’oasi dove ha sede un comando francese.
I tre militari fanno irruzione in un’abitazione che si scoprirà essere abitata da Simone, una prostituta francese che smaschera subito la copertura degli uomini a causa del loro pesante accento tedesco. Tuttavia, in quanto in collera con gli americani per averla obbligata a chiudere il night che gestiva a Casablanca, decide di aiutarli.
Quattro militari statunitensi arrivano al comando. I tedeschi con la complicità di Simone riescono a sorprenderli, li immobilizzano e rubano loro le divise. Gli americani ricordano ai tedeschi che se fossero stati catturati con addosso le uniformi dell’esercito statunitense sarebbero stati condannati a morte per spionaggio.
Schoeller, Wolf, Huber, Faddja e Simone si allontanano dall'oasi a bordo delle Jeep dell’esercito USA.
Una volta liberatisi, gli americani, lodando il lavoro “della loro agente”, informano via radio i loro superiori che i tedeschi, come previsto, hanno preso le loro uniformi, i loro mezzi e si stanno dirigendo verso Casablanca.
Arrivati in città, i soldati tedeschi si dividono dalle ragazze dando loro appuntamento per la sera nell’hotel dove avrebbe avuto luogo l’incontro con i loro contatti locali.
Verso sera gli agenti locali al servizio del Reich raggiungono l’hotel per dare al commando la piantina dell’edificio dove si sarebbe svolto l’incontro fra i tre leader alleati e dei lasciapassare.
Poco dopo arriva nella stanza anche Faddja, ma quasi contemporaneamente il gruppo si rende conto di essere stato tradito da Simone che non si era presentata e li aveva venduti agli americani che ora stavano circondando l’albergo. Questo costringe i quattro a tentare una rocambolesca fuga attraverso i tetti della città marocchina.
Nella fuga, Wolf viene ferito, ma il gruppo riesce comunque a seminare i suoi inseguitori e a riparare nel night di Simone.
Faddja cerca di portare le prime cure a Wolf, mentre Schoeller e Huber, ispezionando il locale, trovano il cadavere di Simone vicino al telefono.
Il capitano, a quel punto, capisce che la traditrice non era la francese che, al contrario aveva provato fino all’ultimo a proteggerli, bensì Faddja che, scoperta mentre cercava di comunicare la posizione dei tedeschi, non aveva avuto altra scelta che assassinare Simone. 
Scholler decide di tentare lo stesso di completare l’operazione insieme al solo Huber e ordina a Wolff di uccidere Faddja, lasciata in vita solo perché potenzialmente utile come ostaggio, nel caso in cui non fossero tornati.
Nascondendosi in un camion che doveva effettuare una consegna, il capitano e il sergente riescono a raggiungere il luogo nel quale si stava svolgendo l’incontro tra i leader alleati.
Nel frattempo, Wolf sente una sirena e immagina che l’operazione sia fallita. Svuota il caricatore della pistola, lasciando un solo colpo, si avvicina a Faddja, la abbraccia e cade a terra.
Intanto, Schoeller e Huber individuano la sala delle riunioni dove Churchill sta concludendo il suo discorso. Irrompono nella stanza, ma vengono crivellati di colpi dal plotone che li stava aspettando. Gli ufficiali alleati spengono il registratore che stava diffondendo nella stanza la voce del primo ministro inglese.
Al night, in quel mentre, Wolf riprende i sensi, in tempo per vedere Faddja rientrare nella stanza con la pistola e una valigia. La ragazza getta la pistola, apre la valigia, ne estrae il contenuto e lancia ai piedi di Wolf un'uniforme tedesca, invitandolo, in modo da avere salva la vita, ad indossarla, ad arrendersi e a consegnarsi in qualità di prigioniero di guerra ai soldati statunitensi che stanno circondando l’edificio. 
Wolf accetta.